# Fucking Smilers
@#%&*! Smilers (ossia Fucking Smilers) è il settimo album discografico in studio della cantautrice statunitense Aimee Mann, pubblicato nel 2008.

## Tracce
Tutte le tracce sono di Aimee Mann tranne dove indicato.
1. Freeway – 3:50
2. Stranger into Starman – 1:31
3. Looking for Nothing – 3:46
4. Phoenix – 3:56
5. Borrowing Time – 3:12
6. It's Over – 3:58
7. 31 Today – 4:52
8. The Great Beyond – 3:12
9. Medicine Wheel (Mann, Gretchen Seichrist) – 4:08
10. Columbus Avenue – 4:06
11. Little Tornado – 3:23
12. True Believer (Mann, Grant Lee Phillips) – 3:32
13. Ballantines – 2:21 (feat. Sean Hayes)

iTunes bonus tracks
1. Freeway (Acoustic Version) – 3:57
2. The Great Beyond (Acoustic Version) – 3:11
3. Lullaby – 4:06